# Karl Bayer (Altphilologe)
Karl Bayer (* 28. Juli 1920 in Reichertshofen; † 1. Juni 2009 in München) war ein deutscher Klassischer Philologe und Gymnasiallehrer.

## Leben
Nach dem Kriegsdienst studierte Bayer Klassische Philologie, Geschichte und Germanistik an der Universität München, wo er 1949 das Erste Staatsexamen ablegte und 1952 promoviert wurde. Seine von Friedrich Klingner betreute Dissertation, in der er die Vergil-Vita Suetons rekonstruierte, erschien fünfzig Jahre später in größerer Auflage. Nach dem Studium unterrichtete Bayer in Gymnasien zu München und Freising, bis er 1971 zum Schulleiter des Wittelsbacher-Gymnasiums München ernannt wurde. Von 1972 bis zu seiner Pensionierung 1985 war er als Ministerialrat im Bayerischen Staatsministerium für Unterricht und Kultus tätig. In dieser Position setzte er sich für die Modernisierung und Didaktik des Altsprachlichen Unterrichts ein.
Neben seiner Lehr- und Reformtätigkeit trat Bayer besonders durch Übersetzungen und Textausgaben verschiedener lateinischer und griechischer Autoren hervor, darunter besonders Cicero und Platon. Für sein Lebenswerk erhielt er im Juni 2009 (postum) den Akademie-Preis der Bayerischen Akademie der Wissenschaften.